# Själagrunden
Själagrunden är klippor i Finland.   De ligger i kommunen Pargas i landskapet Egentliga Finland, i den södra delen av landet, 140 km väster om huvudstaden Helsingfors.
Terrängen runt Själagrunden är platt. Havet är nära Själagrunden åt sydost.  Närmaste större samhälle är Väståboland, 10,6 km norr om Själagrunden. I omgivningarna runt Själagrunden växer i huvudsak barrskog.